# 국가지원지방도 제78호선
국가지원지방도 제78호선은 경기도 김포시 월곶면 포내리 성동마을입구 교차로와 포천시 이동면 도평리 제1도평교 북단을 잇는 국가지원지방도이다. 김포시 북부 지역을 지나나 대부분 구간이 개설되지 않았다. 서울특별시 강서구 행주대교 남단 나들목부터는 올림픽대로와 중복되며, 그 외 기타 일반국도와도 중복된다.

## 역사
본래 1994년 국도 연장 및 신설 계획안에 포함되지 않은 구간이었으나 2001년 국가지원지방도 노선 지정령을 전면 개정하면서 새로 지정된 노선이다.
- 2001년 8월 25일: 국가지원지방도 제78호선 김포 ~ 포천선으로 노선 지정[1]
- 2005년 1월 24일 : 진동 ~ 장남간 도로 (파주시 진동면 동파리 ~ 하포리) 1.3 km 구간 확장 개통[2]
- 2010년 12월 30일 : 한탄강댐 진입도로 (연천군 연천읍 고문리) 1.26 km 구간 개통, 기존 800m 구간 폐지[3]
- 2016년 7월 13일 : 기존 민간인 통제구역을 지나는 경기도 파주시 문산읍 선유리 ~ 진동면 ~ 연천군 장남면 ~ 백학면 ~ 왕징면 북삼리 구간을 노선 지정에서 해제하고 민간인 통제구역을 지나지 않는 파주시 문산읍 선유리 ~ 법원읍 ~ 파평면 ~ 적성면 ~ 연천군 장남면 ~ 백학면 ~ 왕징면 북삼리 구간으로 노선 변경. 이에 따라 총 연장이 164.2km에서 165.3km로 연장.[4]
- 2016년 7월 29일 : 덕양 ~ 용미간 도로 (고양시 덕양구 벽제동 ~ 파주시 광탄면 용미리) 4.65 km 구간 개통, 단 혜음령터널은 고양 방면 편도 1차선만 개통, 기존 혜음령터널 상부 도로(파주시 광탄면 용미리) 구간 폐지[5]
- 2017년 7월 11일 : 총 연장 변경[6]
- 2017년 11월 9일 : 2018년 12월까지 한탄강댐 이설도로공사를 위해 포천시 관인면 중리 1.161 km 구간과 포천시 영북면 대회산리 ~ 관인면 삼율리 5.531 km 구간으로 도로구역 변경[7], 기존 포천시 관인면 중리 298m 구간 폐지[8]

## 주요 경유지
경기도
- 김포시 (월곶면 - 하성면 - 양촌읍 - 운양동 - 걸포동 - 고촌읍)

서울특별시
- 강서구 개화동

경기도
- 고양시 덕양구 (행주외동 - 행주내동 - 토당동 - 대장동 - 화정동 - 성사동 - 원당동 - 신원동 - 대자동 - 벽제동 - 고양동 - 벽제동) - 파주시 (광탄면 - 조리읍 - 월롱면 - 파주읍 - 문산읍 - 법원읍 - 파평면 - 적성면) - 연천군 (장남면 - 백학면 - 왕징면 - 군남면 - 연천읍) - 포천시 (관인면 - 창수면 - 영북면)

## 노선

### 경기도 김포시·서울특별시
| 이름                               | 접속 노선                                                            | 소재지     | 소재지 | 비고                 |
| ---------------------------------- | -------------------------------------------------------------------- | ---------- | ------ | -------------------- |
| 성동마을입구 교차로                | 국도 제48호선 (김포대로)                                             | 김포시     | 월곶면 | 시점                 |
| 성동교 문수산성 문수초등학교(폐교) |                                                                      | 김포시     | 월곶면 |                      |
| 용강리                             |                                                                      | 김포시     | 월곶면 |                      |
| 계획중                             |                                                                      | 김포시     | 월곶면 | 미개통 구간          |
| 계획중                             | 하성면                                                               | 김포시     |        | 미개통 구간          |
| 석탄리                             | 국가지원지방도 제56호선                                              | 김포시     |        | 미개통 구간          |
| 전류리                             | 월하로                                                               | 김포시     |        |                      |
| 봉성리 교차로                      | 봉성로                                                               | 김포시     |        |                      |
| 누산수문                           |                                                                      | 김포시     | 양촌읍 |                      |
| 운양삼거리                         | 지방도 제356호선 (양곡로)                                            | 김포시     | 운양동 |                      |
| (운양)                             | 김포한강로                                                           | 김포시     | 운양동 |                      |
| (한강신도시)                       |                                                                      | 김포시     | 운양동 | 노선 지정 미정       |
| 나래지하차도 동단                  | 김포한강로                                                           | 김포시     | 운양동 |                      |
| 김포한강신도시 나들목              | 김포한강1로 김포대로1216번길                                         | 김포시     | 운양동 |                      |
| 금포교 방수문삼거리                |                                                                      | 김포시     | 운양동 |                      |
| 신향삼거리                         | 감암로                                                               | 김포시     | 운양동 |                      |
| (이름 없음)                        | 홍도평로                                                             | 김포시     | 운양동 |                      |
| 종달새마을 교차로                  | 금파로213번길                                                        | 김포시     | 고촌읍 |                      |
| 영사정입구 교차로                  | 은행영사정로                                                         | 김포시     | 고촌읍 |                      |
| 영사대교                           |                                                                      | 김포시     | 고촌읍 |                      |
| 전호 나들목                        | 김포한강로 아라육로                                                  | 김포시     | 고촌읍 |                      |
| 전호교                             |                                                                      | 김포시     | 고촌읍 |                      |
| (이름 없음)                        | 서울특별시도 제92호선 (개화동로)                                     | 서울특별시 | 강서구 | 국도 제39호선과 중복 |
| 개화 나들목                        | 국도 제39호선 (벌말로) 서울특별시도 제88호선 (올림픽대로) 김포한강로 | 서울특별시 | 강서구 | 국도 제39호선과 중복 |
| 행주대교                           |                                                                      | 서울특별시 | 강서구 | 국도 제39호선과 중복 |

### 경기도(서울특별시이북 지역)
| 이름                                                                    | 접속 노선                     | 소재지                                                         | 소재지                                          | 비고                                               |
| ----------------------------------------------------------------------- | ----------------------------- | -------------------------------------------------------------- | ----------------------------------------------- | -------------------------------------------------- |
| 행주대교                                                                |                               | 고양시                                                         | 덕양구                                          | 국도 제39호선과 중복                               |
| 행주대교 나들목                                                         | 국도 제77호선 (자유로)        | 고양시                                                         | 덕양구                                          | 국도 제39호선과 중복                               |
| 행주고가 교차로                                                         | 행신로 행주로                 | 고양시                                                         | 덕양구                                          | 국도 제39호선과 중복                               |
| 능곡육교앞 교차로                                                       | 호수로                        | 고양시                                                         | 덕양구                                          | 국도 제39호선과 중복                               |
| 토당육교 교차로                                                         | 중앙로 지도로                 | 고양시                                                         | 덕양구                                          | 국도 제39호선과 중복                               |
| 토당 교차로                                                             | 새빛로                        | 고양시                                                         | 덕양구                                          | 국도 제39호선과 중복                               |
| 화정고교앞삼거리 (화정고등학교)                                         | 화정로                        | 고양시                                                         | 덕양구                                          | 국도 제39호선과 중복                               |
| 명지병원                                                                |                               | 고양시                                                         | 덕양구                                          | 국도 제39호선과 중복                               |
| (고양어울림누리 입구) 주교 교차로                                       | 어울림로 새빛로               | 고양시                                                         | 덕양구                                          | 국도 제39호선과 중복                               |
| 어울림마을앞 교차로                                                     | 지방도 제356호선 (고양대로)   | 고양시                                                         | 덕양구                                          | 국도 제39호선과 중복                               |
| 성사지하차도입구 교차로                                                 | 마상로                        | 고양시                                                         | 덕양구                                          | 국도 제39호선과 중복                               |
| (이름 없음)                                                             | 충장로                        | 고양시                                                         | 덕양구                                          | 국도 제39호선과 중복                               |
| 왕릉 교차로                                                             | 새빛로                        | 고양시                                                         | 덕양구                                          | 국도 제39호선과 중복                               |
| 낙타고개삼거리                                                          | 원당로                        | 고양시                                                         | 덕양구                                          | 국도 제39호선과 중복                               |
| 대자삼거리                                                              | 국도 제1호선 (통일로)         | 고양시                                                         | 덕양구                                          | 국도 제39호선과 중복 상행 진출 불가 하행 진입 불가 |
| 벽제역                                                                  |                               | 고양시                                                         | 덕양구                                          | 국도 제39호선과 중복                               |
| 고양동행정복지센터                                                      |                               | 고양시                                                         | 덕양구                                          | 국도 제39호선과 중복                               |
| 고양2교앞 교차로                                                        | 국도 제39호선 (호국로)        | 고양시                                                         | 덕양구                                          | 국도 제39호선과 중복                               |
| 고양2교                                                                 |                               | 고양시                                                         | 덕양구                                          |                                                    |
| 고양동사거리                                                            | 동헌로 혜음로                 | 고양시                                                         | 덕양구                                          |                                                    |
| 고양3교                                                                 |                               | 고양시                                                         | 덕양구                                          |                                                    |
| 벽제삼거리                                                              | 지방도 제367호선 (보광로)     | 고양시                                                         | 덕양구                                          |                                                    |
| 올림픽CC                                                                |                               | 고양시                                                         | 덕양구                                          |                                                    |
| 혜음령                                                                  |                               | 고양시                                                         | 덕양구                                          |                                                    |
|                                                                         | 파주시                        | 광탄면                                                         |                                                 |                                                    |
| 서서울CC                                                                | 파주시                        | 광탄면                                                         |                                                 |                                                    |
| 용미리                                                                  | 파주시                        | 광탄면                                                         | 국가지원지방도 제98호선 (명봉산로)              |                                                    |
| 용미리 석불입상 한민고등학교 윤관장군묘 광탄면사무소                    | 파주시                        | 광탄면                                                         |                                                 |                                                    |
| 신산 교차로                                                             | 파주시                        | 광탄면                                                         | 만장산로                                        |                                                    |
| (이름 없음)                                                             | 파주시                        | 광탄면                                                         | 심궁로                                          |                                                    |
| (광탄우체국)                                                            | 파주시                        | 광탄면                                                         | 동거리길                                        |                                                    |
| 광탄삼거리                                                              | 파주시                        | 광탄면                                                         | 혜음로                                          |                                                    |
| 광신교                                                                  | 파주시                        | 광탄면                                                         |                                                 |                                                    |
| 광탄 교차로                                                             | 파주시                        | 광탄면                                                         | 국가지원지방도 제56호선 (파주로)                | 국가지원지방도 제56호선과 중복                     |
| 오산2 교차로 (오산지하차도)                                             | 파주시                        | 당재봉로 등원로                                                | 조리읍                                          | 국가지원지방도 제56호선과 중복                     |
| 오산1 교차로                                                            | 파주시                        | 등원로330번길                                                  | 조리읍                                          | 국가지원지방도 제56호선과 중복                     |
| 오산교                                                                  | 파주시                        |                                                                | 조리읍                                          | 국가지원지방도 제56호선과 중복                     |
| 뇌조 교차로                                                             | 파주시                        | 국가지원지방도 제56호선 (파주로)                               | 조리읍                                          | 국가지원지방도 제56호선과 중복                     |
| 뇌조리사거리                                                            | 파주시                        | 등원로                                                         | 조리읍                                          |                                                    |
| 영태재                                                                  | 파주시                        |                                                                | 월롱면                                          |                                                    |
| 주월교                                                                  | 파주시                        |                                                                | 월롱면                                          |                                                    |
|                                                                         | 파주시                        | 파주읍                                                         |                                                 |                                                    |
| 주월교 북단                                                             | 파주시                        | 지방도 제360호선 (광탄천로)                                    |                                                 |                                                    |
| 부곡교                                                                  | 파주시                        |                                                                |                                                 |                                                    |
| (이름 없음)                                                             | 파주시                        | 술이홀로                                                       |                                                 |                                                    |
| (파주농협 자재창고)                                                     | 파주시                        | 우계로                                                         |                                                 |                                                    |
| 파주초등학교앞 교차로                                                   | 파주시                        | 우계로53번길                                                   |                                                 |                                                    |
| 주내삼거리                                                              | 파주시                        | 파발로 향교말길                                                |                                                 |                                                    |
| 범일 교차로                                                             | 파주시                        |                                                                |                                                 |                                                    |
| 선유일반산업단지                                                        | 파주시                        | 돈유로                                                         |                                                 |                                                    |
| 문산수억중학교 문산수억고등학교                                         | 파주시                        |                                                                |                                                 |                                                    |
| 문산여중고앞 교차로                                                     | 파주시                        | 충현로                                                         |                                                 |                                                    |
| 중에교                                                                  | 파주시                        |                                                                |                                                 |                                                    |
|                                                                         | 파주시                        | 문산읍                                                         |                                                 |                                                    |
| KT 문산지점앞 회전교차로                                                | 파주시                        | 지방도 제364호선 (우계로)                                      | 지방도 제364호선과 중복                         |                                                    |
| 문산동초교앞 교차로                                                     | 파주시                        | 선유울3길                                                      | 지방도 제364호선과 중복                         |                                                    |
| 독서삼거리                                                              | 파주시                        | 장승배기로                                                     | 지방도 제364호선과 중복                         |                                                    |
| (교량) 전진신병교육대                                                   | 파주시                        |                                                                | 지방도 제364호선과 중복                         |                                                    |
| 방미교                                                                  | 파주시                        | 배머리길                                                       | 지방도 제364호선과 중복                         |                                                    |
| 방미교                                                                  | 파주시                        | 배머리길                                                       | 지방도 제364호선과 중복                         | 법원읍                                             |
| 가야랜드                                                                | 파주시                        |                                                                | 지방도 제364호선과 중복                         |                                                    |
| 법원사거리                                                              | 파주시                        | 국가지원지방도 제56호선 지방도 제367호선 (사임당로) (술이홀로) | 지방도 제364호선과 중복 지방도 제367호선과 중복 |                                                    |
| 이마트에브리데이 법원점 법원초등학교 금곡고개 금곡초등학교(폐교) 금곡교 | 파주시                        |                                                                | 지방도 제367호선과 중복                         |                                                    |
| 금곡삼거리                                                              | 파주시                        | 파평산로                                                       | 지방도 제367호선과 중복                         |                                                    |
| 곰시고개 웅담치안센터 웅담우체국 웅담초등학교 타이거CC                  | 파주시                        |                                                                | 지방도 제367호선과 중복                         |                                                    |
| (무건교 서단)                                                           | 파주시                        | 물푸레나무길                                                   | 지방도 제367호선과 중복                         | 파평면                                             |
| 마지2교                                                                 | 파주시                        |                                                                | 지방도 제367호선과 중복                         | 파평면                                             |
|                                                                         | 파주시                        | 적성면                                                         | 지방도 제367호선과 중복                         |                                                    |
| 식현사거리                                                              | 파주시                        | 청송로                                                         | 지방도 제367호선과 중복                         |                                                    |
| 식현교                                                                  | 파주시                        |                                                                | 지방도 제367호선과 중복                         |                                                    |
| 적서초등학교                                                            | 파주시                        | 적서초교길                                                     | 지방도 제367호선과 중복                         |                                                    |
| 두지사거리                                                              | 파주시                        | 술이홀로2316번길                                               | 지방도 제367호선과 중복                         |                                                    |
| 두지 교차로 (두지삼거리)                                                | 파주시                        | 국도 제37호선 (율곡로)                                         | 지방도 제367호선과 중복                         |                                                    |
| 적성 교차로                                                             | 파주시                        | 솔뒤로                                                         | 지방도 제367호선과 중복                         |                                                    |
| 장남교                                                                  | 파주시                        |                                                                | 지방도 제367호선과 중복                         |                                                    |
|                                                                         | 연천군                        | 장남면                                                         | 지방도 제367호선과 중복                         |                                                    |
| 장남 교차로                                                             | 연천군                        | 장남면                                                         | 지방도 제367호선과 중복                         | 술이홀로 장백로54번길                              |
| (장남면사무소 입구)                                                     | 연천군                        | 장남면                                                         | 지방도 제367호선과 중복                         | 장백로                                             |
| 판부리                                                                  | 연천군                        | 장남면                                                         | 지방도 제372호선 (장남로)                       | 지방도 제367호선과 중복 지방도 제372호선과 중복    |
| 사미천교                                                                | 연천군                        | 장남면                                                         |                                                 | 지방도 제372호선과 중복                            |
| 사미천교                                                                | 연천군                        | 백학면                                                         |                                                 | 지방도 제372호선과 중복                            |
| 두천교                                                                  | 연천군                        |                                                                |                                                 | 지방도 제372호선과 중복                            |
| 두일리                                                                  | 연천군                        | 두일로                                                         |                                                 | 지방도 제372호선과 중복                            |
| 양회교                                                                  | 연천군                        |                                                                |                                                 | 지방도 제372호선과 중복                            |
| (백학주유소)                                                            | 연천군                        | 지방도 제371호선 (청정로)                                      | 지방도 제371, 372호선과 중복                    |                                                    |
| 백학면 행정복지센터                                                     | 연천군                        |                                                                | 지방도 제371, 372호선과 중복                    |                                                    |
| 백학면 행정복지센터 사거리                                              | 연천군                        | 두백로 백학로                                                  | 지방도 제371, 372호선과 중복                    |                                                    |
| 백학교                                                                  | 연천군                        | 지방도 제372호선 (청정로)                                      | 지방도 제371, 372호선과 중복                    |                                                    |
| 동중리                                                                  | 연천군                        | 왕산로                                                         | 왕징면                                          | 지방도 제371호선과 중복                            |
| (동중교 북단)                                                           | 연천군                        | 백동로                                                         | 왕징면                                          | 지방도 제371호선과 중복                            |
| 북삼리                                                                  | 연천군                        | 지방도 제371호선                                               | 왕징면                                          | 지방도 제371호선과 중복                            |
| 북삼삼거리                                                              | 연천군                        | 북삼로                                                         | 왕징면                                          |                                                    |
| 북삼교                                                                  | 연천군                        |                                                                | 왕징면                                          |                                                    |
|                                                                         | 연천군                        | 군남면                                                         |                                                 |                                                    |
| 군남사거리                                                              | 연천군                        | 군남로 삼왕로                                                  |                                                 |                                                    |
| 군남교                                                                  | 연천군                        |                                                                |                                                 |                                                    |
| 미래고개                                                                | 연천군                        |                                                                |                                                 |                                                    |
|                                                                         | 연천군                        | 연천읍                                                         |                                                 |                                                    |
| 신망리삼거리                                                            | 연천군                        | 상리로                                                         |                                                 |                                                    |
| 상리삼거리                                                              | 연천군                        | 국도 제3호선 (연신로)                                          | 국도 제3호선과 중복                             |                                                    |
| 현가삼거리                                                              | 연천군                        | 연천로                                                         | 국도 제3호선과 중복                             |                                                    |
| 공설운동장삼거리                                                        | 연천군                        | 문화로                                                         | 국도 제3호선과 중복                             |                                                    |
| 조흥아파트삼거리                                                        | 연천군                        | 연천역로                                                       | 국도 제3호선과 중복                             |                                                    |
| 연천 교차로                                                             | 연천군                        | 미개통                                                         | 국도 제3호선과 중복                             |                                                    |
| 연천대교                                                                | 연천군                        |                                                                | 국도 제3호선과 중복                             |                                                    |
| 동막사거리                                                              | 연천군                        | 동내로 연천로42번길                                            | 국도 제3호선과 중복                             |                                                    |
| 연천진입삼거리                                                          | 연천군                        | 연천로                                                         | 국도 제3호선과 중복                             |                                                    |
| 통현삼거리                                                              | 연천군                        | 국도 제3호선 (평화로)                                          | 국도 제3호선과 중복                             |                                                    |
| 남배미고개 칠팔교 고문리보건진료소                                      | 연천군                        |                                                                |                                                 |                                                    |
| 고문리삼거리                                                            | 연천군                        | 청연로                                                         |                                                 |                                                    |
| 연천초등학교 고문분교 한탄강댐                                          | 연천군                        |                                                                |                                                 |                                                    |
| 부곡리                                                                  | 연천군                        |                                                                | 미개통 구간                                     |                                                    |
| 중리                                                                    |                               | 포천시                                                         | 미개통 구간                                     | 관인면                                             |
| 향로천1교                                                               |                               | 포천시                                                         |                                                 | 관인면                                             |
| 중리 교차로                                                             | 국도 제87호선 (한탄강2로)     | 포천시                                                         | 국도 제87호선과 중복                            | 관인면                                             |
| 삼율리교                                                                |                               | 포천시                                                         | 국도 제87호선과 중복                            | 관인면                                             |
| 삼율 교차로                                                             | 국도 제87호선 (창동로)        | 포천시                                                         | 국도 제87호선과 중복                            | 관인면                                             |
| 삼율리                                                                  | 창동로                        | 포천시                                                         |                                                 | 관인면                                             |
| 대회산교                                                                |                               | 포천시                                                         |                                                 | 관인면                                             |
|                                                                         | 영북면                        | 포천시                                                         |                                                 |                                                    |
| 한탄강야생화공원                                                        |                               | 포천시                                                         |                                                 |                                                    |
| 대회산1 교차로                                                          | 방골길                        | 포천시                                                         |                                                 |                                                    |
| (이름 없음)                                                             | 소회산길                      | 포천시                                                         |                                                 |                                                    |
| 운천제2 교차로                                                          | 국도 제43호선 (호국로)        | 포천시                                                         |                                                 |                                                    |
| (대안가스충전소)                                                        | 영북로                        | 포천시                                                         |                                                 |                                                    |
| 문암교                                                                  |                               | 포천시                                                         |                                                 |                                                    |
| 문암삼거리                                                              | 영북로                        | 포천시                                                         |                                                 |                                                    |
| 산정1교 산정2교 산정3교 호수교 산정호수캠핑장                           |                               | 포천시                                                         |                                                 |                                                    |
| (이름 없음)                                                             | 지방도 제387호선 (새낭로)     | 포천시                                                         | 지방도 제387호선과 중복                         |                                                    |
| 경기도평화교육연수원                                                    |                               | 포천시                                                         | 지방도 제387호선과 중복                         |                                                    |
| (이름 없음)                                                             | 지방도 제387호선 (산정호수로) | 포천시                                                         | 지방도 제387호선과 중복                         |                                                    |
| 여우고개                                                                |                               | 포천시                                                         |                                                 |                                                    |
|                                                                         | 이동면                        | 포천시                                                         |                                                 |                                                    |
| 여우재삼거리 (이동 교차로)                                              | 국도 제47호선 (금강로)        | 포천시                                                         |                                                 |                                                    |
| 제1도평교 북단                                                          | 지방도 제372호선 (화동로)     | 포천시                                                         | 종점                                            |                                                    |

## 도로명
경기도 (서울특별시 포함)
- 김포시 월곶면 성동마을입구 교차로 ~ 용강리 : 문수산로
- 김포시 하성면 전류리 ~ 서울특별시 강서구 개화동 : 금포로
- 서울특별시 강서구 개화동 ~ 행주대교 : 개화동로
- 고양시 덕양구 행주대교 ~ 고양2교앞 교차로 : 호국로
- 고양시 덕양구 고양2교앞 교차로 ~ 고양동사거리 : 동헌로
- 고양시 덕양구 고양동사거리 ~ 파주시 광탄면 광탄삼거리 : 혜음로
- 파주시 광탄면 광탄삼거리 ~ 광탄 교차로 : 등원로
- 파주시 광탄면 광탄 교차로 ~ 조리읍 뇌조 교차로 : 파주로
- 파주시 조리읍 뇌조 교차로 ~ 파주읍 (파주농협 자재창고) : 정문로
- 파주시 파주읍 (파주농협 자재창고) ~ 문산읍 KT 문산지점앞 회전교차로 : 우계로
- 파주시 문산읍 KT 문산지점앞 회전교차로 ~ 법원읍 법원사거리 : 사임당로
- 파주시 문산읍 법원사거리 ~ 연천군 장남면 장남 교차로 : 술이홀로
- 연천군 장남면 장남 교차로 ~ (장남면 행정복지센터 입구) : 원당로
- 연천군 장남면 (장남면 행정복지센터 입구) ~ 백학면 (백학주유소) : 장백로
- 연천군 백학면 (백학주유소) ~ 백학교 북단 : 청정로
- 연천군 백학면 백학교 북단 ~ 왕징면 동중리 : 백왕로
- 연천군 왕징면 동중리 : 왕산로
- 연천군 왕징면 강서리 ~ 군남면 군남사거리 : 군왕로
- 연천군 군남면 군남사거리 ~ 연천읍 상리삼거리 : 군남로
- 연천군 연천읍 상리삼거리 ~ 연천 교차로 : 연신로
- 연천군 연천읍 연천 교차로 ~ 통현삼거리 : 평화로
- 연천군 연천읍 통현삼거리 ~ 한탄강댐 : 현문로
- 포천시 관인면 향로천1교 ~ 중리 교차로 : 지장산길
- 포천시 관인면 중리 교차로 ~ 삼율 교차로 : 한탄강2로
- 포천시 관인면 삼율 교차로 ~ 삼율리 : 창동로
- 포천시 관인면 삼율리 ~ 대회산교 : 신교동로
- 포천시 영북면 대회산교 ~ 대회산1 교차로 : 비둘기낭길
- 포천시 영북면 대회산1 교차로 ~ 운천2 교차로 : 방골길
- 포천시 영북면 운천2 교차로 ~ (대안가스충전소) : 문암길
- 포천시 영북면 (대안가스충전소) ~ 문암삼거리 : 영북로
- 포천시 영북면 문암삼거리 ~ 산정리 : 산정호수로
- 포천시 영북면 산정리 ~ 이동면 제1도평교 북단 : 여우고개로